# Piñero Peak
Piñero Peak är en bergstopp i Antarktis. Den ligger i Västantarktis. Argentina, Chile och Storbritannien gör anspråk på området. Toppen på Piñero Peak är 380 meter över havet.
Terrängen runt Piñero Peak är huvudsakligen platt, men österut är den kuperad. Trakten är glest befolkad. Närmaste befolkade plats är Rothera Research Station, 13,6 kilometer väster om Piñero Peak. 